# Janusz Nazaruk
Janusz Nazaruk (ur. 8 lipca 1948 w Olszankach) – polski polityk, poseł na Sejm PRL IX kadencji.

## Życiorys
W 1967 został absolwentem Technikum Kolejowego we Wrocławiu, a w 1969 maszynistą-instruktorem w Lokomotywowni Małaszewice. Był przewodniczącym komisji rewizyjnej Niezależnego Samorządnego Związku Zawodowego Pracowników Trakcji i Lokomotywowni PKP w Małaszewiczach. Pełnił też mandat radnego Gminnej Rady Narodowej, a w latach 1985–1989 posła na Sejm PRL IX kadencji w okręgu Biała Podlaska (jako bezpartyjny), zasiadając w Komisji Transportu, Żeglugi i Łączności.
Odznaczony Srebrnym Krzyżem Zasługi.